# Erica ebracteata
Erica ebracteata är en ljungväxtart som beskrevs av Harry Bolus. Erica ebracteata ingår i släktet klockljungssläktet, och familjen ljungväxter. Inga underarter finns listade i Catalogue of Life.